# الدحيل (المحفد)

تعديل مصدري - تعديل

الدحيل هي إحدى قرى عزلة المحفد بمديرية المحفد التابعة لمحافظة أبين، بلغ تعداد سكانها 40 نسمة حسب تعداد اليمن لعام 2004.